# Haslund Kirke
Haslund Kirke er en kirke i Haslund i Randers Kommune.
Kirken fik i 2003 et nyt Frobenius-orgel med 16 stemmer.

## Eksterne kilder og henvisninger
- Haslund Kirke hos KortTilKirken.dk

- Wikimedia Commons har flere filer relateret til Haslund Kirke